# Löpare (betjänt)

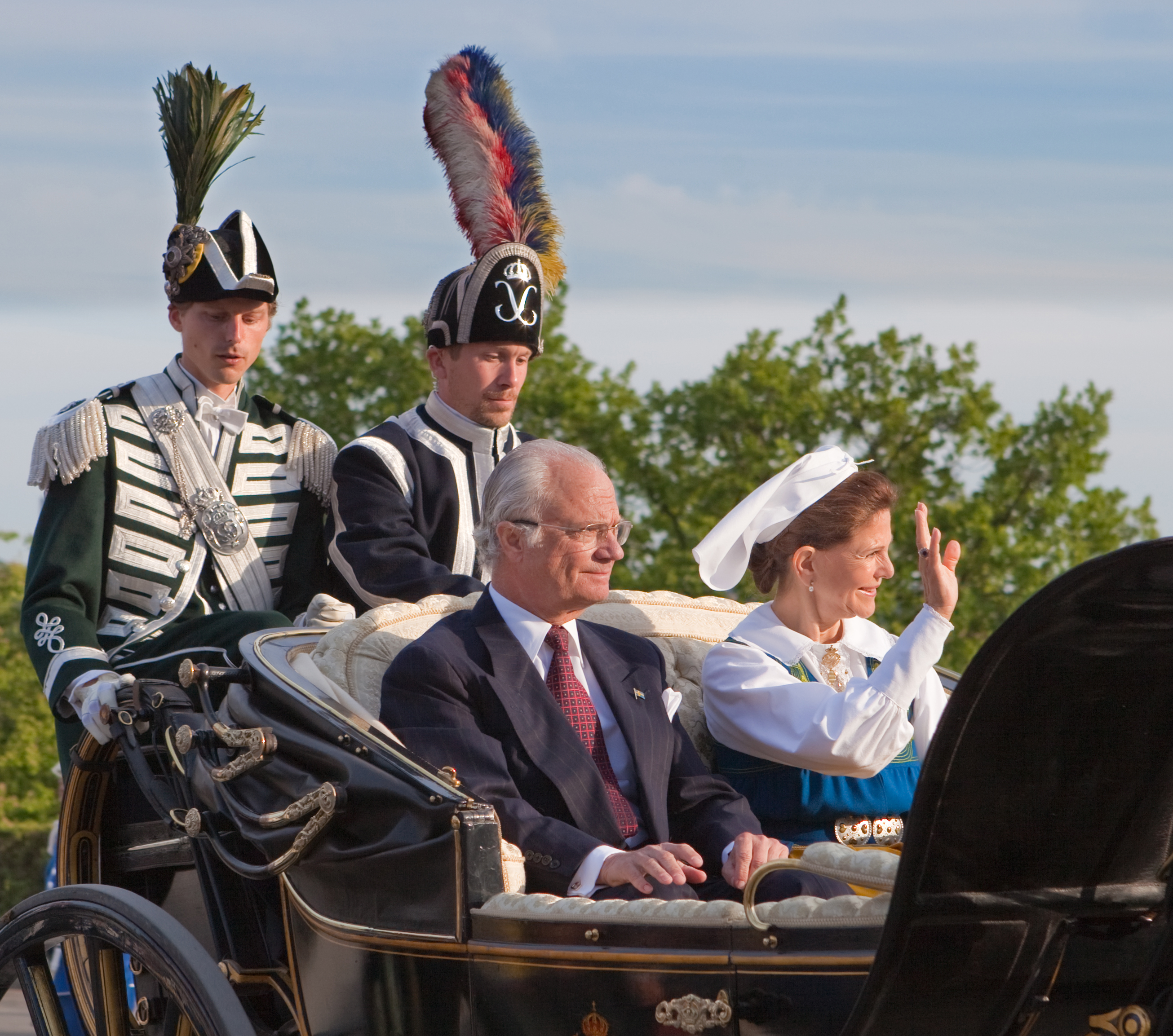
Det svenska kungaparet i Karl XV:s paradkupé, med konungens jägare och drottningens löpare stående bakom.

Löpare är titeln på en betjänt som tjänstgör hos en drottning eller prinsessa. Löparens ursprungliga uppgift var att bereda väg under promenader, att springa framför vagnen, och att uträtta ärenden.
Idag tjänstgör en löpare vid Kungl. Hovstaterna i Sverige hos drottning Silvia vid ceremoniella tillfällen.
Löparens uppgift är att följa drottningen under färd i vagn och bistå vid i- och urstigning samt att servera henne under högtidliga middagar. Under dessa tillfällen ses han stå tätt bakom drottningen. Tidigare fanns även löpare för andra kvinnliga medlemmar av det svenska kungahuset, till exempel prinsessan Teresia. Betjänten med motsvarande uppgifter hos en manlig kunglighet är livjägaren.
Löparen har ett särskilt livré med en kalottlik mössa prydd med den kungliga damens monogram och en hög plym. Den höga plymen tillfogades uniformen på 1800-talet så att den kortvuxna drottning Desideria skulle kunna urskiljas i folkvimlet med hjälp av hennes löpare. Plymen är en halv meter hög med gula, blåa, röda och vita strutsfjädrar – den svensk-norska unionens färger.